# Distrito de San Juan (Castrovirreyna)
El distrito peruano de San Juan es uno de los trece distritos de la Provincia de Castrovirreyna, ubicada en el Departamento de Huancavelica, bajo la administración del Gobierno regional de Huancavelica, en la zona de los andes centrales del Perú.
Desde el punto de vista jerárquico de la Iglesia católica, forma parte de la Diócesis de Huancavelica.

## Historia

### Antecedentes

#### A nivel regional

##### Pre Inca
Los estudios históricos y antropológicos registran evidencias de asentamientos humanos en la zona por los años 3,000 A.C. eran pueblos nómades, por tanto de condición pre agrícola.
Luego se establecieron en Huancavelica pobladores sedentarios de le época neolítica. Se estima que los primeros grupos y/o sociedades huamanas llegaron a su territorio por la disgregación de los estados regionales Tiahuanaco y Huari(Wari). Estos grupos fueron los anccaraes y chocorvos que, de acuerdo a Waldemar Espinoza Soriano, tuvieron una filiación chanka que se expandía desde Apurímac hasta Ayacucho y Huancavelica.
Sus orígenes se hallan en antiguas poblaciones cuya "paccarina" fue la laguna de Choclococha, en las alturas de lo que es hoy la provincia de Castrovirreyna. Los grupos regionales que existían en la zona central eran los pocras, de Ayacucho; chancas, en la zona de Andahuaylas y parte de Apurímac; huancas y xauxas, en el Valle del Mataro. Estos y otros señoríos locales formaron la Confederación Chanca, con el objetivo de detener el avance de los incas del Cuzco.

##### Inca
Durante 50 años, la Confederación Chanca impidió el avance y penetración inca en la zona, pero finalmente fue sometida por el inca Pachacútec, quien realizó su conquista y la integró al dominio del Chinchaysuyo, región que por su ubicación geográfica tuvo una importancia estratégica, ya que era el punto de avanzada para la conquista del Norte.
La presencia e influencia incaica en la zona, así como su importancia dentro del imperio quechua, se encuentra registrada no solo en los elementos culturales, sino también en los vestigios arqueológicos subsistentes en la región.

##### Colonia
Al comienzo de la colonia, Huancavelica solo era una región de paso para soldados y conquistadores. La ruta establecida era Cuzco, Jauja, y de esta última se seguía hasta Cajamarca. Fracasado el intento de establecer Jauja como capital de sus conquistas, los españoles entendieron que necesitaban una sede en la zona central y fundaron la ciudad de Huamanga como uno de los obispados dependientes de Lima, en cuya jurisdicción estaba Huancavelica, junto con los partidos de Angaraes y Castrovirreyna. Esta situación se mantuvo hasta 1593.
En 1564 se produjo el denuncio de los yacimientos de azogue en la célebre mina de Santa Bárbara. A raíz de la importancia de dicho yacimiento vital para la economía minera del virreinato, fundan la Villa Rica de Oropesa el 4 de agosto de 1571, la que se constituyó en un importante circuito económico regional. El mercurio explotado dio lugar al apogeo de lazona, la cual declinaría después de 150 años de explotación y como consecuencia de la crisis de la actividad productiva del sistema colonial.

##### Independencia y República
El papel del poblador huancavelicano en la independencia fue de importancia en la lucha por liberarnos del yugo español, razón por la que, como reconocimiento a su aporte, le dieron el título de "Ilustre Ciudad" (D.S. del 28 de abril de 1839).
Huancavelica es elevada políticamente a la categoría de departamento en 1822(26-IV-1822). Posteriormente Simón Bolívar firmó un decreto durante su gobierno que suprimió a Huancavelica como departamento y lo incorporó a la prefectura de Huamanga.
Mediante Ley promulgada en 1839, el gobierno de Agustín Gamarra dispuso que las provincias de Castrovirreyna, Tayacaja y Huancavelica formaran un departamento con su capital Huancavelica. En esta época se reinició la explotación de las minas, que no tuvo éxito por la carencia de mano de obra y porque las otras actividades productivas, como la agropecuaria, estaban trabadas por la presencia de rezagos feudales, con propietarios de haciendas que se constituían una alternativa para el desarrollo económico de la zona.
Esta situación ha primado en Huancavelica durante los siglos XIX y parte del XX.
La reforma agraria del gobierno de Juan Velasco Alvarado no dio los resultados esperados debido a una serie de factores. Actualmente, por su situación social y sobre todo económica -actividades productivas primarias, atraso tecnológico, ausencia de mercados internos y dependencia extrarregional, etc.- Huancavelica está clasificado estadísticamente como "departamento de extrema pobreza".
En las épocas dos décadas, Huancavelica sufrió las consecuencias de la guerra interna que afectó a sus siete provincias, llevándola a la postración económica, política, social e institucional. A este doloroso episodio, cuyas secuelas aún no han sido superadas, se sumó la catástrofe de la naturaleza(terremoto) que asoló principalmente las provincias y distritos de la vertiente occidental(Cuenca del Pacífico).
En la actualidad, Huancavelica se halla en un proceso de reconstrucción de su economía y de su tejido social.

#### A nivel provincial
Castrovirreyna es una de las siete provincias de Huancavelica. Las primeras evidencias de asentamientos humanos se relacionan con Huancavelica.
Los primeros grupos y/o sociedades que se conformaron en Huaytará y Castrovirreyna fueron los anccaraes y chocorvos, afiliados a los chancas. Por tanto, su evolución es la misma que la de la población regional.
En los distritos de Castrovirreyna como Arma, Aurahuá, Ticrapo, entre otros, se encuentran en vestigios de la presencia y dominación Inca.
En la época colonial, el papel de las provincias de Huaytará y Castrovirreyna era de importancia para la economía de los españoles. Se sustentaba en la extracción, procesamiento y embarcación del mercurio, ya que por sus territorios bajaban el azogue hacia el puerto de Chincha. El transporte se realizaba en odres de cuero o cajas de madera, las cuales eran transportadas por llamas y/o alpacas. La ruta era: Huancavelica -pasando por Castrovirreyna-, Huaytará, Chincha y Arica.
En la república, Huancavelica se empobrece por el progresivo decrecimiento de la actividad minera y el papel de las latifundistas que ganan mayor presencia como consecuencia de la apropiación de las tierras comunales. En este periodo, la zona pasa del poder económico de los propietarios mineros a la dominación de una oligarquía agraria(tierras de la iglesia y de terratenientes).
En la provincia de Castrovirreyna el proceso de reforma agraria no tiene la influencia necesaria para cambiar la situación social, económica, política e institucional. Se han dado experiencias esporádicas en la provincia, como la constituación de la Comunidad Campesina de Castrovirreyna, que surge sobre la base de las tierras de la iglesia y de propiedades privadas, pero que no significaron una alternativa de desarrollo en la provincia.
A estos factores estructurales de la provincia se suman las consecuencias de la violencia política social de la guerra interna de los 80-90, que dejó como principales secuelas:
-Un vacío generacional de 12 a 15 años que ha resquebrajado la estructura socio económida de la provincia.
-Debilitamiento de la organización comunal, organizaciones sociales y productivas e instituciones locales.
-Desplazamiento de familias de los centros poblados a capitales de distrito y provincia, y de estas capitales a ciudades como Huancavelica, Huancayo, Lima, Chincha, Cañete, Pisco e Ica.
-Desactivación de la actividad minera que generaba oportunidades de trabajo.
-Debilitamiento de la identidad cultural de cada centro poblado de los distritos, como también de la provincia.
-Debilitamiento del sistema productivo con el deficiente sistema de distribución de las tierras agrícolas.
-Deficiente infraestructura productiva como sistemas viales, irrigaciones, reservorios nocturnos, entre otros, que llevaron a la fragmentación de los distritos con la capital de su provincia y de su región, y que generaron, en cambio, una mayor articulación con la costa.
-Abandono de la infraestructura educativa, de salud y de saneamiento básico.
-Debilitamiento de la presencia de los organismos del estado. La municipalidad ha deteriorado sus relaciones con la sociedad civil.
-En la actualidad la provincia de Castrovirreyna está considerada zona de extrema pobreza en el contexto nacional.

#### A nivel distrital
A los antiguos pobladores del distrito de San Juan se les reconoce a partir del periodo de la colonia (siglo XVI) por su articulación a los procesos de la actividad agrícola y ganadera.
En su creación, la provincia de Castrovirreyna no incluyó como distrito a San Juan. Antes se denominaba San Juan de Guanaco y era anexo del distrito de Chaparra, provincia de Yauyos(Lima). Posteriormente pasó a formar parte de la provincia de Huaytará, como anexo del distrito de Tantará.
San Juan fue creada como distrito de la provincia de Castrovirreyna a partir de órdenes religiosas, el 12 de enero de 1942, en el primer gobierno del Presidente Manuel Prado Ugarteche. Los templos existentes dan fe de su predomino.
En la República, a fines del siglo XIX, las tierras del distrito fueron dominadas por grupos familiares de "ascendencia y buena condición" como la familia Gutiérrez, que se benefició con las tierras de San Juan y Tantará; la familia Uribe, con los terrenos de Pizará; los Violeta, con San Juan; los Falcone, con la parte de Santa Lucía en Yanapampa; los Marticorena, con el sector de Huachacc; la familia del Río, con el lugar denominado Huancho, y otras familias como los Flores y Canales, que se beneficiaron con la creación de la comunidad de San Juan en 1938. La reforma agraria de 1970 llevó al parcelamiento y a la comunización de las tierras.
En el distrito ha habido familias (como los Huamán, Aguirre, Huayta, Quispe, Violeta, Gutiérrez, entre otros) quienes se destacaron por su interés de impulsar el desarrollo y el progreso de San Juan y convertirlo en un distrito emprendedor y con proyección.
La violencia política 1984-1995 interrumpió el proceso de avance en San Juan. La década de los 90, con sus prácticas antidemocráticas y asistencialistas, fortaleció los efectos de la violencia política, constituyéndose en una traba para el desarrollo de factores internos que asuman el protagonismo y liderazgo de su bienestar y progreso que una institucionalidad democrática y el buen gobierno deben promover.

## Geografía
Geográficamente está ubicado al noreste de la capital de la provincia, en las estribaciones de la cordillera occidental, de la cuenca del río San Juan, la cual pertenece a la vertiente del Pacífico. Se encuentra en los 13º 12' 26" de latitud sur y 75º 47' 02" de la longitud oeste; se localiza en las coordenadas UTM E 431317 y N 8540294.
En zonas de vida ecológicas, el distrito comprende dos regiones naturales; la Yunga y la Quechua.
San Juan de Castrovirreyna posee una extensión territorial de 207,25 km².
La capital del distrito se encuentra a 1 917 m s. n. m., en la región Yunga.
Su clima es propio de la quebrada interandina: cálido-seco, templado-semitropical; con sol dominante durante casi todo el año. Las nubes y nieblas se esfuman al aparecer el sol, que por más de nueve meses al año ilumina un cielo celeste brinda más de 3 000 horas de insolación anual, la misma que se atenúa solo en los meses de precipitación pluvial(de enero a marzo). La humedad es relativamente baja durante el día y aumenta en la noche. La temperatura fluctúa entre 20 °C y 27 °C durante el día. Las noches son frescas(de 17 °C a 15 °C) por los vientos que bajan de las regiones más altas. En la parte alta, zona Quechua, la temperatura fluctúa entre 22 °C a 29 °C en el día y 16 °C a 11 °C en las noches, llegando a 7 °C y 4 °C en el invierno.

## Autoridades

### Municipales
- 2011 - 2014[3]
  - Alcalde: Dina Esther Goytia Gonzales, Partido Popular Cristiano (PPC).
  - Regidores: Pío Ronal Huamán Huamán (Unidos Por Huancavelica - UPH), Pilar Lira Huayta Trillo (UPH), Jakely Lucio Lume Pauyac (UPH), Mariano Nilton Aguirre Bendezu (UPH), Liz Ana Canaza Molina (UPH).[4]
- 2007 - 2010
  - Alcalde: Máximo Augusto Gutiérrez Huamán,[5] Acción Popular.

### Policiales
- Comisario:   PNP.

### Religiosas
- Diócesis de Huancavelica[6]
  - Obispo de Huancavelica: Monseñor Isidro Barrio Barrio.[7]
- Parroquia
  - Párroco: Pbro José Luis Gavilán Mallqui (2024-202..)